# Cartas de amor (obra de teatro)

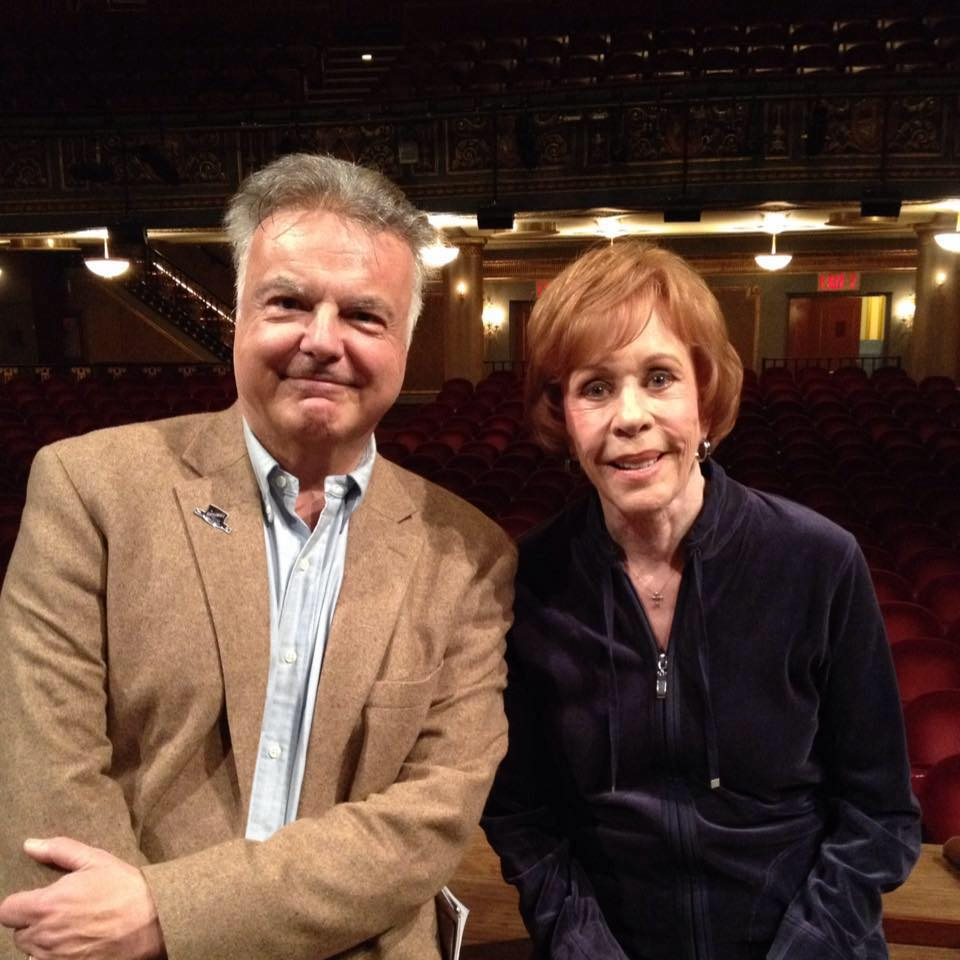
Brian Dennehy y Carol Burnett en una producción de Cartas de amor

Cartas de amor es una obra de teatro de A. R. Gurney estrenada en 1989.

## Argumento
Melissa Gardner y Andrew Ladd son una pareja que comenzaron a escribirse desde pequeños y aún ahora, en la madurez, continúan haciéndolo. Precisamente, gracias a dicha vida epistolar iremos conociendo sus vidas, así como los deseos, los sufrimientos, las aspiraciones, los sueños que fueron surgiendo entre ellos pese a llevar vidas separadas.

## Representaciones destacadas
- Promenade Theatre, Off-Broadway, 27 de marzo de 1989. Estreno.
  - Dirección: John Tillinger.
  - Intérpretes: Kathleen Turner, John Rubinstein
- Teatro Bellas Artes, Madrid, 24 de enero de 1992. Estreno en España
  - Dirección: Josefina Molina.
  - Escenografía: Rafael Garrigós.
  - Intérpretes: Analia Gadé (Melissa Gardner), Alberto Closas (Andrew Ladd).
- Teatro Real Coliseo Carlos III , Madrid, 31 de enero de 1997.
  - Dirección: José Sámano.
  - Escenografía: Rafael Garrigós.
  - Intérpretes: Analia Gadé (Melissa Gardner), José Luis Pellicena (Andrew Ladd).[3]